# Butimanu
Butimanu là một xã thuộc hạt Dâmbovița, România. Dân số thời điểm năm 2002 là 2363 người.